# フレデガー・ボルジャー
フレデガー･ボルジャー（Fredegar Bolger、第三紀2980年 - 没年不詳）はJ・R・R・トールキンの中つ国を舞台とした小説、『指輪物語』の登場人物。
メリアドク・ブランディバックの友人であるホビット。ホビットの中でも一際太っていたため、仲間内からは「でぶちゃん（Fatty）」の愛称で呼ばれていた。

## 概要
かれはフロドを含む指輪の仲間の旅立ちを助ける偽装工作を行った。直接には一つの指輪を葬る探索行には同行しなかったが、ホビット庄でも東外れに位置するバック郷バックル村の堀窪に残ったかれが行った偽装工作により、モルドールより追跡に出されたナズグールらの目を逸らす事に成功している。
かれはホビットの指輪の仲間が出発するにあたり荷造りを手伝い、メリーと共に先に荷物をバック郷に届け、小さな家を家庭的に、またフロド達があたかも長くその家に住むかのように設えた。
指輪を携えた一行が秘密裏に出発した後、まだフロドがそこで生活していると周囲に思わせるためにかれはその家に残ったが、この小さな家はナズグールの襲撃に遭い、家の中を荒らされるという災難に見舞われている。かれは大食で知られたホビットでも一際太ったホビットではあったが、ホビット特有のすばしっこさは残っており、戸外にナズグールたちの影を認めるや否や、辛くも窓から飛び出して助けを求めに走り、難を逃れている。
後にサルマンがホビット庄を支配した際には、果敢にもレジスタンス運動を指揮していたが捕らえられ、大堀町の留置穴に抑留されていた。ホビット庄を巻き込んだ二大戦乱の一つである「水の辺村の戦い」の後にかれは助け出されたが、その時にはすっかり痩せて自力では歩けない程に衰弱していた。それでも救出直後にピピン相手に軽口を叩くなど、気丈な一面を見せている。

## 備考
かれはトールキンの初期のプロットではもう少し活躍する筈だったようだが、これは採用されずに脇役となってしまった。
児童向けである『ホビットの冒険』では、13人のドワーフの仲間の中に丸々太ったボンブールが登場したが、イメージ的に重なるだけに難しかったのかも知れない。

## 派生作品
ピーター・ジャクソンの映画『ロード・オブ・ザ・リング』では、フレデガーにまつわる話は省かれ、かれの出番も無い。一応、ビルボ・バギンズの誕生祝いで「ボルジャー家」の参加者が紹介された際に、それらしき人物の姿は見える。
ゲームズワークショップのミニチュア・バトルゲームでは、ヒーロー・キャラクターとして参戦しており、上記のレジスタンス活動を再現できる。とはいえ能力は一般のホビットより若干すぐれた程度であり、それほど強力には設定されていない。